# Gulf

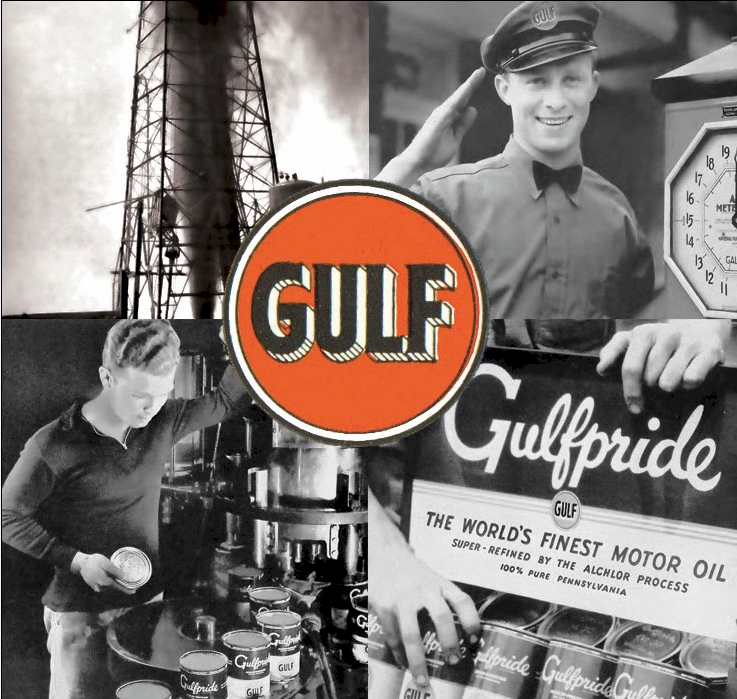
Spindletop-bilder och den äldre Gulfloggan

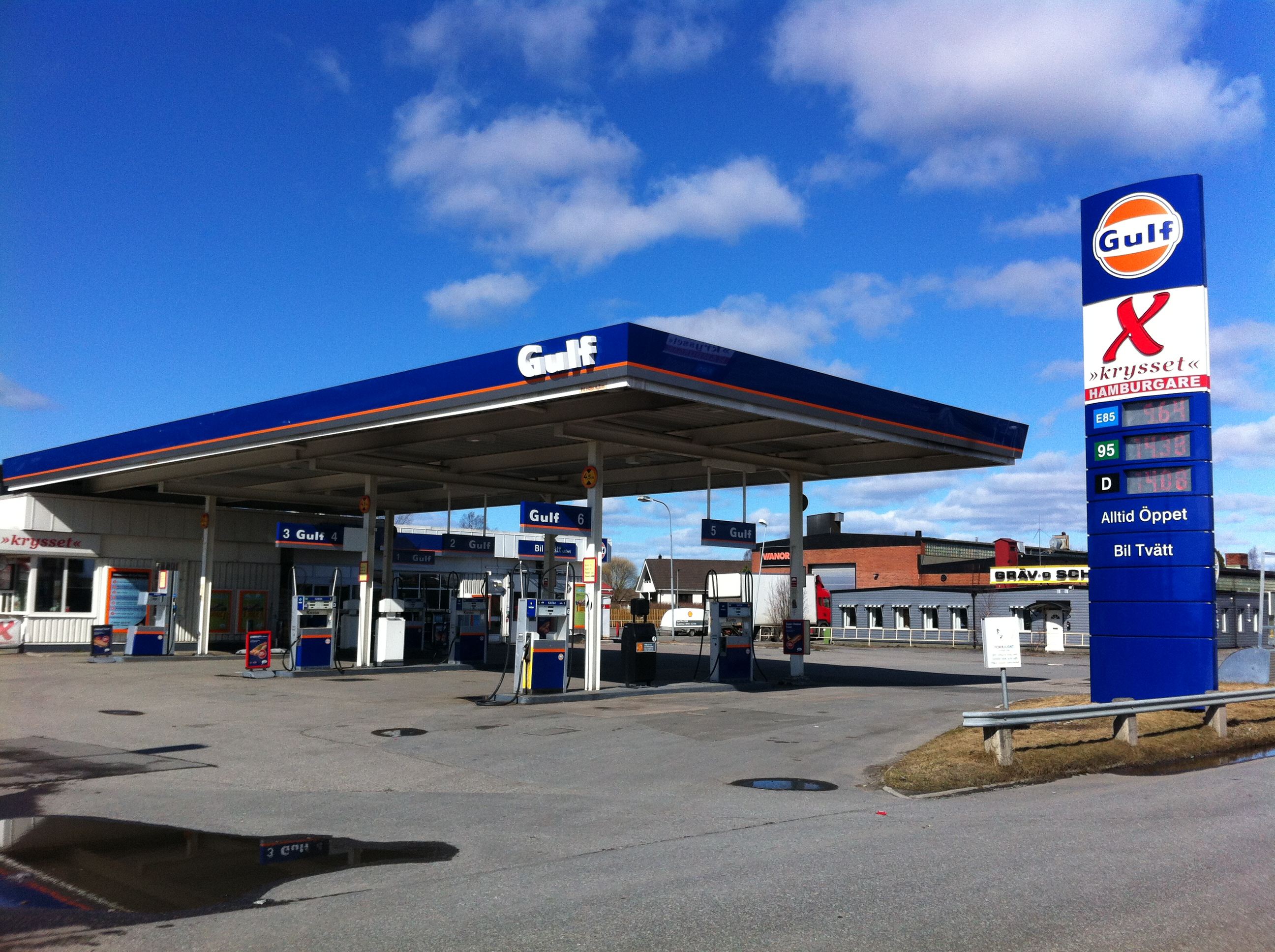
Den första Gulfmacken i Sverige efter nylanseringen 2013. Gulf i Skellefteå ligger intill en av de ursprungliga X-grillarna.

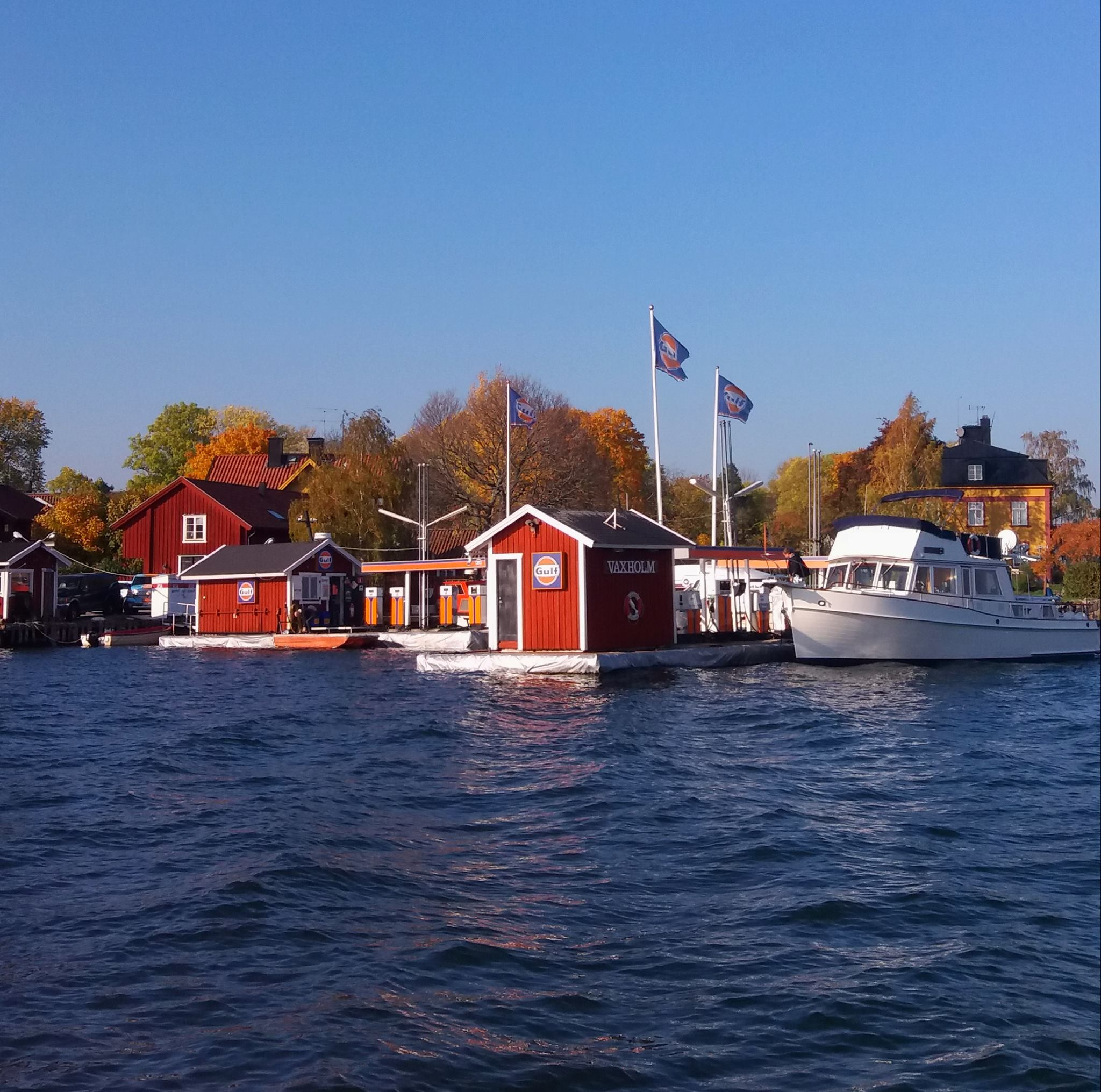
Gulf i Vaxholm

Gulf Oil Corporation var ett amerikanskt oljebolag. 

## Historik
Gulf Oil Corporation är en av The Seven Sisters inom oljeindustrin, det vill säga ett av de största bolagen inom oljeindustrin mellan 1900 och 1980. Företaget grundades 1901 efter det att oljekällan Spindletop i Texas, med Anthony F. Lucas som ansvarig för borrningen, visade sig bli världens första högproducerande oljekälla med en volym på 100 000 fat om dagen (16 000 m3). Gulf startade tidigt marknadsföring av sina produkter i dunkar och från pumpar med logotypen Orange Disk. Med tiden kom logotypen från 1921 att bli mycket känd och företaget låg mycket långt fram vad det gällde kommersiella och tekniska innovationer. År 1911 öppnade Gulf den första drive-inbensinstationen i Pittsburgh, där dåtidens bilister på ett bekvämt sätt själva kunde tanka bensin från en pump. Gulf satsade hårt på service till bilister och gav bland annat ut gratis vägkartor. Bolaget blev först att exploatera olja under vatten och utveckla den första krackeranläggningen. 
Gulf växte stadigt som bolag under mellankrigsåren och verkade inom exploatering, produktion och raffinering till transport och försäljning. Bolaget var också verksamt inom petrokemisk industrin och tillverkning av komponenter till bilindustrin. Gulf utvecklade den första syntetiska molekylen Poly Alfa Olefin, som är basen i syntetiska motoroljor. Ytterligare landvinningar såsom brandsäkra hydrauloljor och mycket annat har kommit från Gulfs utvecklingsavdelningar.
År 1984 upphörde Gulf Oil Corporation som självständigt bolag efter sammangående med Standard Oil of California (SOCAL) i bolaget Chevron. De olika verksamheterna över hela världen såldes ut.

## Nutid
I USA finns cirka 2100 Gulfstationer, främst i de nordöstra staterna genom bolaget Gulf Oil Limited Partnership med huvudkontor i Massachusetts. Detta företag äger de amerikanska rättigheterna till varumärket. I resten av världen, utom i Spanien och Portugal, ägs varumärket Gulf av Gulf Oil International, som ägs av det Londonbaserade företaget Hinduja Group.

## Gulf i Sverige
Gulf lanserades i Sverige år 1937 och när företaget var som störst hade man över 4000 försäljningsställen i landet. Under början av 1980-talet fördubblades bensinpriset och många bensinmackar från olika bolag lades ner på grund av bristande lönsamhet. När den amerikanska ägaren till slut drog sig ur den svenska marknaden, 1983, hade antalet mackar sjunkit till 536. De köptes av det statliga kuwaitiska bolaget Kuwait Petroleum International. 
Gulf återkom till Sverige 2007 när bolaget Svenska Naftasyndikat blev licensierad distributör av Gulfs smörjmedel. Det var den norske riskkapitalisten Christen Ager-Hanssen som, då det amerikanska moderbolaget Gulf hade gått samman med SOCAL, köpte rättigheterna till namnet för den svenska marknaden. Han köpte också det lilla företaget Pump. Ett trettiotal bensinstationer skyltades om under första halvan av 2007 och ett särskilt drivmedelskort med Gulfdesign gavs ut. Ager-Hanssens flygbolag, FlyMe, gick emellertid i konkurs i mars 2007 och köpet av Pump kunde inte finansieras. Rättigheterna togs över av Svenska Oljebolaget och en namnstrid blossade upp där Ager-Hanssen hävdade ägarrätten till varumärket. Satsningen lades ner och märket försvann på nytt.
Den första april 2009 övertogs rättigheterna av Hansen Racing AB, ett familjeföretag grundat 1966. År 2012 lanserades planer på en återetablering av märket i Sverige  genom ett samarbete med EMAB, en medlemsorganisation för fristående handlare inom trafikbutiker. Den första macken invigdes i Skellefteå 25 april 2013.
Den äldsta fortfarande aktiva bemannade bensinstationen i Sverige är en Gulfmack, båtmacken Gulf Vaxholm vid Kronudden. Den grundades av sjökapten Ossian Wirström sommaren 1922, då som Texaco. 

## Gulf och motorsport
Gulf var tidigt ute med test av smörjmedel och bensin (Gulf Pride-olja och No-Noxbensin) genom satsningar på motorsport.  
Den stora uppmärksamheten kom dock när en Gulfprofilerad orange och ljusblå Ford GT40 vann Le Mans 24 timmars 1968 och 1969. Med sponsring i filmen Le Mans med Steve McQueen i huvudrollen befästes Gulfs racingfärger. Sedan 2008 sponsrar Gulf Oil Corporation Aston Martin. År 2020 blev Gulf en sponsor till Mclaren F1.